# Ерік Тайно
Ерік Тайно (англ. Eric Taino; нар. 18 березня 1975) — колишній американський тенісист.
Найвищу одиночну позицію світового рейтингу — 122 місце досяг 3 листопада 2003, парну — 52 місце — 24 квітня 2000 року.
Здобув 1 парний титул.
Найвищим досягненням на турнірах Великого шолома був чвертьфінал в змішаному парному розряді.
Завершив кар'єру 2008 року.

## Юніорські фінали турнірів Великого шолома

### Парний розряд: 1 (1 перемога)
| Результат | Рік  | Турнір                           | Покриття | Партнер                   | Суперники                          | Рахунок       |
| --------- | ---- | -------------------------------- | -------- | ------------------------- | ---------------------------------- | ------------- |
| Перемога  | 1992 | Відкритий чемпіонат США з тенісу | Тверде   | Джиммі Джексон (тенісист) | Марсело Ріос Габрієль Сільберштайн | 6–3, 3–6, 6–1 |

## Фінали турнірів ATP за кар'єру

### Парний розряд: 7 (1–6)
| Легенда (парний розряд)         |
| ------------------------------- |
| Великий Шлем (0–0)              |
| Фінали Світового туру ATP (0–0) |
| Серія Мастерс ATP (0–0)         |
| Серія турнірів ATP (1–0)        |
| Світова серія ATP (0–6)         |

| Фінали за покриттям |
| ------------------- |
| Тверде (1–1)        |
| Ґрунт (0–3)         |
| Трава (0–2)         |
| Килим (0–0)         |

| Фінали за типом корту |
| --------------------- |
| Відкритий (0–0)       |
| Закритий (1–6)        |

| Результат | В-П | Дата     | Турнір                   | Рівень           | Покриття | Партнер                   | Суперники                      | Рахунок                 |
| --------- | --- | -------- | ------------------------ | ---------------- | -------- | ------------------------- | ------------------------------ | ----------------------- |
| Поразка   | 0–1 | Лис 1998 | Богота, Колумбія         | Світова серія    | Ґрунт    | Габор Кевеш               | Дієго дель Ріо Маріано Пуерта  | 7–6, 3–6, 2–6           |
| Поразка   | 0–2 | Чер 1999 | Merano Open, Італія      | Світова серія    | Ґрунт    | Марк-Кевін Гелльнер       | Лукас Арнольд Кер Жайме Онсінс | 4–6, 6–7                |
| Поразка   | 0–3 | Лип 1999 | Гштад, Швейцарія         | Світова серія    | Ґрунт    | Александар Кітінов        | Доналд Джонсон Цирил Сук       | 5–7, 6–7                |
| Перемога  | 1–3 | Жов 1999 | Singapore Open, Сінгапур | Серія Чемпіоншип | Тверде   | Максим Мирний             | Тодд Вудбрідж Марк Вудфорд     | 6–3, 6–4                |
| Поразка   | 1–4 | Лют 2000 | Сан-Хосе, США            | Серія Інтернешнл | Тверде   | Лукас Арнольд Кер         | Скотт Гамфріс Ян-Майкл Гембілл | 1–6, 4–6                |
| Поразка   | 1–5 | Чер 2000 | Queen's, Велика Британія | Серія Інтернешнл | Трава    | Джонатан Старк (тенісист) | Тодд Вудбрідж Марк Вудфорд     | 7–6(7–5), 3–6, 6–7(1–7) |
| Поразка   | 1–6 | Чер 2001 | Queen's, Велика Британія | Серія Інтернешнл | Трава    | Девід Вітон               | Боб Браян Майк Браян           | 3–6, 6–3, 1–6           |

## Фінали ATP Челленджер і ITF Ф'ючерс

### Одиночний розряд: 7 (3–4)
| Легенда              |
| -------------------- |
| ATP Челленджер (3–3) |
| ITF Ф'ючерс (0–1)    |

| Фінали за покриттям |
| ------------------- |
| Тверде (2–4)        |
| Ґрунт (0–0)         |
| Трава (0–0)         |
| Килим (1–0)         |

| Результат | В-П | Дата     | Турнір                     | Рівень     | Покриття | Суперник       | Рахунок         |
| --------- | --- | -------- | -------------------------- | ---------- | -------- | -------------- | --------------- |
| Поразка   | 0–1 | Лис 1999 | США F20, Клірвотер         | Ф'ючерс    | Тверде   | Джеймс Блейк   | 4–6, 7–6, 6–7   |
| Перемога  | 1–1 | Лис 2000 | Йокогама, Японія           | Челленджер | Килим    | Юліан Ноул     | 7–6(7–5), 6–4   |
| Перемога  | 2–1 | Сер 2001 | Белу-Оризонті, Бразилія    | Челленджер | Тверде   | Флавіо Саретта | 5–7, 6–1, 6–2   |
| Перемога  | 3–1 | Сер 2002 | Тарзана, Лос-Анджелес, США | Челленджер | Тверде   | Браян Вехели   | 6–2, 7–6(8–6)   |
| Поразка   | 3–2 | Лис 2002 | Шампейн-Урбана, США        | Челленджер | Тверде   | Роббі Джінепрі | 1–6, 6–3, 3–6   |
| Поразка   | 3–3 | Бер 2003 | Безансон, Франція          | Челленджер | Тверде   | Сіріль Сольньє | 6–7(8–10), 4–6  |
| Поразка   | 3–4 | Лип 2003 | Гранбі, Канада             | Челленджер | Тверде   | Френк Данцевич | 6–7(10–12), 1–6 |

### Парний розряд: 21 (10–11)
| Легенда               |
| --------------------- |
| ATP Челленджер (9–11) |
| ITF Ф'ючерс (1–0)     |

| Фінали за покриттям |
| ------------------- |
| Тверде (7–10)       |
| Ґрунт (3–1)         |
| Трава (0–0)         |
| Килим (0–0)         |

| Результат | В-П   | Дата     | Турнір                              | Рівень     | Покриття | Партнер             | Суперники                           | Рахунок                 |
| --------- | ----- | -------- | ----------------------------------- | ---------- | -------- | ------------------- | ----------------------------------- | ----------------------- |
| Поразка   | 0–1   | Жов 1997 | Седона, США                         | Челленджер | Тверде   | Адам Пітерсон       | Джон-Лаффньє де Ягер Роббі Куніґ    | 2–6, 2–6                |
| Перемога  | 1–1   | Бер 1998 | Філіппіни F1, Маніла                | Ф'ючерс    | Тверде   | Сесіл Маміїт        | Максім Боє Тьєррі Гвардьйола        | 4–6, 6–2, 6–1           |
| Поразка   | 1–2   | Кві 1998 | Бірмінгем, США                      | Челленджер | Ґрунт    | Еял Ерліх           | Даг Флек Девід Вітт                 | 4–6, 5–7                |
| Перемога  | 2–2   | Чер 1998 | Б'єлла, Італія                      | Челленджер | Ґрунт    | Дієго дель Ріо      | Емануел Коуту Жоао Кунья е Сілва    | 7–6, 5–7, 6–2           |
| Поразка   | 2–3   | Сер 1998 | Тіхуана, Мексика                    | Челленджер | Тверде   | Мітч Спренгелмеєр   | Майкл Гілл Скотт Гамфріс            | 3–6, 2–6                |
| Перемога  | 3–3   | Чер 1999 | Простейов, Чехія                    | Челленджер | Ґрунт    | Діну-Міхай Пескаріу | Девін Бовен Еял Ран                 | 6–3, 6–3                |
| Перемога  | 4–3   | Сер 2000 | Грамаду, Бразилія                   | Челленджер | Тверде   | Андре Са            | Даніел Мело Алешандре Сімоні        | 7–6(9–7), 7–6(7–3)      |
| Поразка   | 4–4   | Лис 2000 | Осака, Японія                       | Челленджер | Тверде   | Ісії Яокі           | Франтішек Чермак Ота Фукарек        | 1–6, 6–7(5–7)           |
| Перемога  | 5–4   | Лют 2001 | Хошимін, В'єтнам                    | Челленджер | Тверде   | Судзукі Такао       | Філіппо Мессорі Вінченцо Сантопадре | 7–6(9–7), 2–6, 6–4      |
| Поразка   | 5–5   | Сер 2001 | Белу-Оризонті, Бразилія             | Челленджер | Тверде   | Баррі Кован         | Деян Петрович Енді Рам              | 3–6, 4–6                |
| Перемога  | 6–5   | Тра 2002 | Рокі-Маунт (Північна Кароліна), США | Челленджер | Ґрунт    | Марк Мерклейн       | Гантлі Монтґомері Браян Вехели      | 6–3, 6–4                |
| Поразка   | 6–6   | Сер 2002 | Lexington Challenger, США           | Челленджер | Тверде   | Брендон Коуп        | Гленн Вейнер Джек Брейсінгтон       | 2–6, 6–4, 5–7           |
| Поразка   | 6–7   | Лис 2002 | Шампейн-Урбана, США                 | Челленджер | Тверде   | Мартін Веркерк      | Гленн Вейнер Габріель Тріфу         | 3–6, 2–6                |
| Поразка   | 6–8   | Лют 2004 | Даллас, США                         | Челленджер | Тверде   | Рік де Вуст         | Джордан Керр Тодд Перрі             | 5–7, 3–6                |
| Поразка   | 6–9   | Лип 2004 | Аптос, США                          | Челленджер | Тверде   | Дієґо Аяла          | Тріпп Філліпс Гантлі Монтґомері     | 6–7(3–7), 5–7           |
| Поразка   | 6–10  | Жов 2004 | Бербанк (Каліфорнія), США           | Челленджер | Тверде   | Пракаш Амрітрадж    | Нік Рейні Браян Вілсон              | 2–6, 3–6                |
| Перемога  | 7–10  | Січ 2005 | Вайколоа, США                       | Челленджер | Тверде   | Андре Са            | Сончат Ратіватана Санчай Ратіватана | 7–6(7–2), 3–6, 7–6(7–2) |
| Перемога  | 8–10  | Бер 2005 | Хошимін, В'єтнам                    | Челленджер | Тверде   | Сесіл Маміїт        | Айсам Куреші Орест Терещук          | 6–3, 2–6, 6–4           |
| Перемога  | 9–10  | Лип 2005 | Аптос, США                          | Челленджер | Тверде   | Натан Гілі          | Ноам Окун Харел Леві                | 7–5, 7–6(7–4)           |
| Перемога  | 10–10 | Лип 2006 | Віннетка, США                       | Челленджер | Тверде   | Сесіл Маміїт        | Сковілл Дженкінс Ражів Рам          | 6–2, 6–4                |
| Поразка   | 10–11 | Кві 2007 | Санта-Клара (Каліфорнія), США       | Челленджер | Тверде   | Сесіл Маміїт        | Сем Варбург Харел Леві              | 2–6, 4–6                |

## Досягнення
| W | Ф | ПФ | ЧФ | #Р | КТ | К# | DNQ | A | NH |

### Одиночний розряд
| Турніри Великого шлему                 |     |     |     |     |     |     |     |     |       |     |    |
| Відкритий чемпіонат Австралії з тенісу | К1р | К2р | К1р | К2р | К1р | К1р | К1р |     | 0 / 0 | 0–0 | –  |
| Відкритий чемпіонат Франції з тенісу   |     | К1р | К1р | К1р | К1р |     | К1р |     | 0 / 0 | 0–0 | –  |
| Вімблдонський турнір                   |     | К1р | К2р | К1р | К1р |     |     |     | 0 / 0 | 0–0 | –  |
| Відкритий чемпіонат США з тенісу       |     | 1р  | 1р  | К1р | К1р |     |     |     | 0 / 2 | 0–2 | 0% |
| В-П                                    | 0–0 | 0–1 | 0–1 | 0–0 | 0–0 | 0–0 | 0–0 | 0–0 | 0 / 2 | 0–2 | 0% |
| Тур ATP Мастерс 1000                   |     |     |     |     |     |     |     |     |       |     |    |
| Індіан-Веллс                           |     |     |     |     | К1р |     | К2р | К1р | 0 / 0 | 0–0 | –  |
| Відкритий чемпіонат Маямі з тенісу     |     |     |     | К1р | К2р |     |     |     | 0 / 0 | 0–0 | –  |
| В-П                                    | 0–0 | 0–0 | 0–0 | 0–0 | 0–0 | 0–0 | 0–0 | 0–0 | 0 / 0 | 0–0 | –  |

### Парний розряд
| Турніри Великого шлему                 |     |     |     |     |     |     |     |     |     |        |      |     |
| Відкритий чемпіонат Австралії з тенісу |     |     |     |     |     | 2р  | 2р  | 1р  | 1р  | 0 / 4  | 2–4  | 33% |
| Відкритий чемпіонат Франції з тенісу   |     |     |     |     |     | 1р  | 1р  | 2р  | 1р  | 0 / 4  | 1–4  | 20% |
| Вімблдонський турнір                   |     |     |     |     |     |     | 1р  | 1р  | К1р | 0 / 2  | 0–2  | 0%  |
| Відкритий чемпіонат США з тенісу       | К1р | К1р |     | 1р  |     | 1р  | 1р  | 1р  | 2р  | 0 / 5  | 1–5  | 17% |
| В-П                                    | 0–0 | 0–0 | 0–0 | 0–1 | 0–0 | 1–3 | 1–4 | 1–4 | 1–3 | 0 / 15 | 4–15 | –   |
| Тур ATP Мастерс 1000                   |     |     |     |     |     |     |     |     |     |        |      |     |
| Відкритий чемпіонат Маямі з тенісу     |     |     |     |     |     | К1р | 2р  | К1р |     | 0 / 1  | 1–1  | 50% |
| Монте-Карло                            |     |     |     |     |     | К1р | 2р  |     |     | 0 / 1  | 1–1  | 50% |
| Мастерс Канада                         |     |     |     |     |     | 1р  |     |     |     | 0 / 1  | 0–1  | 0%  |
| Мастерс Цинциннаті                     |     |     |     | К1р |     |     |     |     |     | 0 / 0  | 0–0  | –   |
| В-П                                    | 0–0 | 0–0 | 0–0 | 0–0 | 0–0 | 0–1 | 2–2 | 0–0 | 0–0 | 0 / 3  | 2–3  | 40% |